# Карл Хајн
Карл Хајн (Хамбург 11. јун 1908 — Хамбург 10. јул 1982) био је немачки атлетичар чија је специјалност била бацање кладива.

## Спортска биографија
У младости се бавио бацањем диска, бацањем кугле и такмичењима у вишебоју. После женидбе раних 1930-их напушта спорт. Године 1934. гледао је филм о Олимпијским играма 1932. и посебно био импресиониран олимпијским победником у бацању кладива — Ирцем Патриком О’Калаханом. Од тада се поново окренуо спорту и тријумфовао на Олимпијским играма 1936. у Берлину, олимпијским рекордом бацивши кладиво 56,49 м. Две године касније победио је и на Европском првенству у Паризу личним рекордом 58,77 м.
После Другог светског рата остао је активан у атлетици још дуго. Године 1956. био је други на Првенству Немачке иако је тада имао 48 година. Као 65-годишњак постигао је дужину од 53 метра у бацању кладива.
Карл Хајн освојио је 5 немачких првенстава (1936, 1937, 1938, 1946. и 1947), 3 пута је био други (1942, 1943. и 1956) и 3 пута трећи (1939, 1941. и 1948).
Умро је у Хамбургу месец дана после 74. рођендана, од можданог удара.